# Хопёрское сельское поселение (Краснодарский край)
Хопёрское сельское поселение — муниципальное образование в Тихорецком районе Краснодарского края России.
В рамках административно-территориального устройства Краснодарского края ему соответствует Хопёрский сельский округ.
Административный центр — станица Хопёрская.

## География
Расположено на юге Тихорецкого района. Расстояние от центра  муниципального образования до районного центра 32 км.

## Население
| 2010  | 2012  | 2013  | 2014  | 2015  | 2016  | 2017  |
| ----- | ----- | ----- | ----- | ----- | ----- | ----- |
| 2102  | ↘2067 | ↘2058 | ↘2044 | ↘2007 | ↗2013 | ↘1990 |
| 2018  | 2019  | 2020  | 2021  | 2023  |       |       |
| →1990 | ↘1944 | ↘1918 | ↘1166 | ↘1127 |       |       |

## Населённые пункты
В состав сельского поселения (сельского округа) входят 10 населённых пунктов:
| №  | Населённый пункт | Тип населённого пункта | Население (чел.) |
| -- | ---------------- | ---------------------- | ---------------- |
| 1  | Карасёв          | хутор                  | ↘60              |
| 2  | Красный          | хутор                  | ↘186             |
| 3  | Культура         | хутор                  | ↘5               |
| 4  | Ленинский        | хутор                  | ↘156             |
| 5  | Нехворощанский   | хутор                  | ↘9               |
| 6  | Привольный       | хутор                  | ↘216             |
| 7  | Федоренко        | хутор                  | ↘45              |
| 8  | Хопёрская        | станица                | ↘1269            |
| 9  | Челбас           | хутор                  | ↘112             |
| 10 | Чкалова          | хутор                  | ↘44              |